# فرنسيس الكسندر أنغلين
فرنسيس الكسندر أنغلين هو محامي وقاضي كندي، ولد في 2 أبريل 1865 في سانت جون في كندا، وتوفي في 2 مارس 1933 في أوتاوا في كندا.